# ’81–’91 Największe przeboje
’81–’91 Największe przeboje – jubileuszowy album studyjny / kompilacyjny zespołu Lombard z największymi przebojami w nowych aranżacjach, do którego nagrania zaproszono do studia muzyków spoza ówczesnego składu – Grzegorza Stróżniaka i Wandę Kwietniewską. Wydany w roku 1991 nakładem wydawnictwa Intersonus. Nagranie płyty rozpoczęło się 18 lutego 1991 w Studio Mirka Wróblewskiego w Warszawie, a zakończyło 8 kwietnia w Izabelin Studio Andrzeja Puczyńskiego, gdzie materiał był zgrywany. W 2004 roku album doczekał się reedycji pod nazwą The Best – Przeżyj to sam wydanej przez wydawnictwo MTJ.

## Lista utworów
| Nr  | Tytuł utworu               | Muzyka             | Słowa                | Długość |
| --- | -------------------------- | ------------------ | -------------------- | ------- |
| 1.  | „Śmierć dyskotece!”        |                    | Marek Dutkiewicz     | 3:22    |
| 2.  | „Droga Pani z TV”          | Jacek Skubikowski  | Jacek Skubikowski    | 4:01    |
| 3.  | „O jeden dreszcz”          | Jacek Skubikowski  | Marek Dutkiewicz     | 2:18    |
| 4.  | „Przeżyj to sam”           | Grzegorz Stróżniak | Andrzej Sobczak      | 5:03    |
| 5.  | „Dworzec pełen snów”       | Jacek Skubikowski  | Jacek Skubikowski    | 3:49    |
| 6.  | „Nasz ostatni taniec”      | Grzegorz Stróżniak | Leszek Pietrowiak    | 4:20    |
| 7.  | „Taniec pingwina na szkle” | Jacek Skubikowski  | Jacek Skubikowski    | 5:11    |
| 8.  | „Znowu radio”              | Piotr Zander       | Małgorzata Ostrowska | 4:03    |
| 9.  | „Gwiazdy rock and rolla”   | Grzegorz Stróżniak | Marek Dutkiewicz     | 3:05    |
| 10. | „Szklana pogoda”           | Grzegorz Stróżniak | Marek Dutkiewicz     | 3:21    |
| 11. | „Kto mi zapłaci za łzy”    | Grzegorz Stróżniak | Jacek Skubikowski    | 5:04    |
| 12. | „Adriatyk, ocean gorący”   | Grzegorz Stróżniak | Małgorzata Ostrowska | 6:41    |
| 13. | „Aku-Hara kraj ze snu”     | Grzegorz Stróżniak | Małgorzata Ostrowska | 3:37    |
| 14. | „Stan gotowości”           | Grzegorz Stróżniak | Jacek Skubikowski    | 4:55    |
| 15. | „Mam dość”                 | Grzegorz Stróżniak | Małgorzata Ostrowska | 4:06    |
| 16. | „Kryształowa”              | Grzegorz Stróżniak | Jacek Skubikowski    | 3:55    |
| 17. | „Gołębi puch”              | Grzegorz Stróżniak | Małgorzata Ostrowska | 4:25    |
| 18. | „Welcome Home, Bóg w dom”  | Henryk Baran       | Małgorzata Ostrowska | 2:26    |
|     |                            |                    |                      | 1:13:42 |

## Muzycy
- Wanda Kwietniewska – śpiew (1, 3, 5, 9)
- Małgorzata Ostrowska – śpiew (1, 2, 5, 7–15, 17, 18)
- Grzegorz Stróżniak – śpiew, instrumenty klawiszowe (1, 3, 4–6, 9, 11, 12, 16)
- Robert Kalicki – instrumenty klawiszowe, śpiew (1, 2, 4–11, 13–15, 17, 18)
- Piotr Zander – gitara, śpiew
- Damian Jaroszyk – gitara
- Henryk Baran – gitara basowa
- Artur Malik – perkusja